# Sellmeier等式
Sellmeier等式是描述特定透明介质中折射率和波长的经验关系等式。该等式用于确定光在介质中的色散。它于1871年由Wolfgang Sellmeier首次提出。是柯西建立色散模型柯西等式的进一步发展。

## 等式
玻璃的Sellmeier等式常以以下的形式出現：
{\displaystyle n^{2}(\lambda )=1+\sum _{i}{\frac {B_{i}\lambda ^{2}}{\lambda ^{2}-C_{i}}}}
其中
n為折射率
λ為波長
Bi及Ci為依经验決定的Sellmeier係數。